# 派赖
派赖，是匈牙利包尔绍德-奥包乌伊-曾普伦州所辖的一个村。总面积9.56平方公里，总人口356，人口密度37.2人/平方公里（2011年1月1日）。